# Can Riera (Cornellà del Terri)
Can Riera és una masia de Cornellà del Terri (Pla de l'Estany) inclosa a l'Inventari del Patrimoni Arquitectònic de Catalunya.

## Descripció
Antic mas inicialment de planta rectangular, amb diverses ampliacions. Les parets portants són de maçoneria. Els sostres són amb cairats i la coberta de teula és a dos vessants. L'edifici ha estat molt reformat. S'han repicat totes les façanes i s'han obert noves finestres que no guarden la desitjable proporció entre plens i buits per a edificis d'aquest tipus. És remarcable la porta dovellada amb brancals de carreus. També es conserva un antic paller que ha estat restaurat.